# کودک

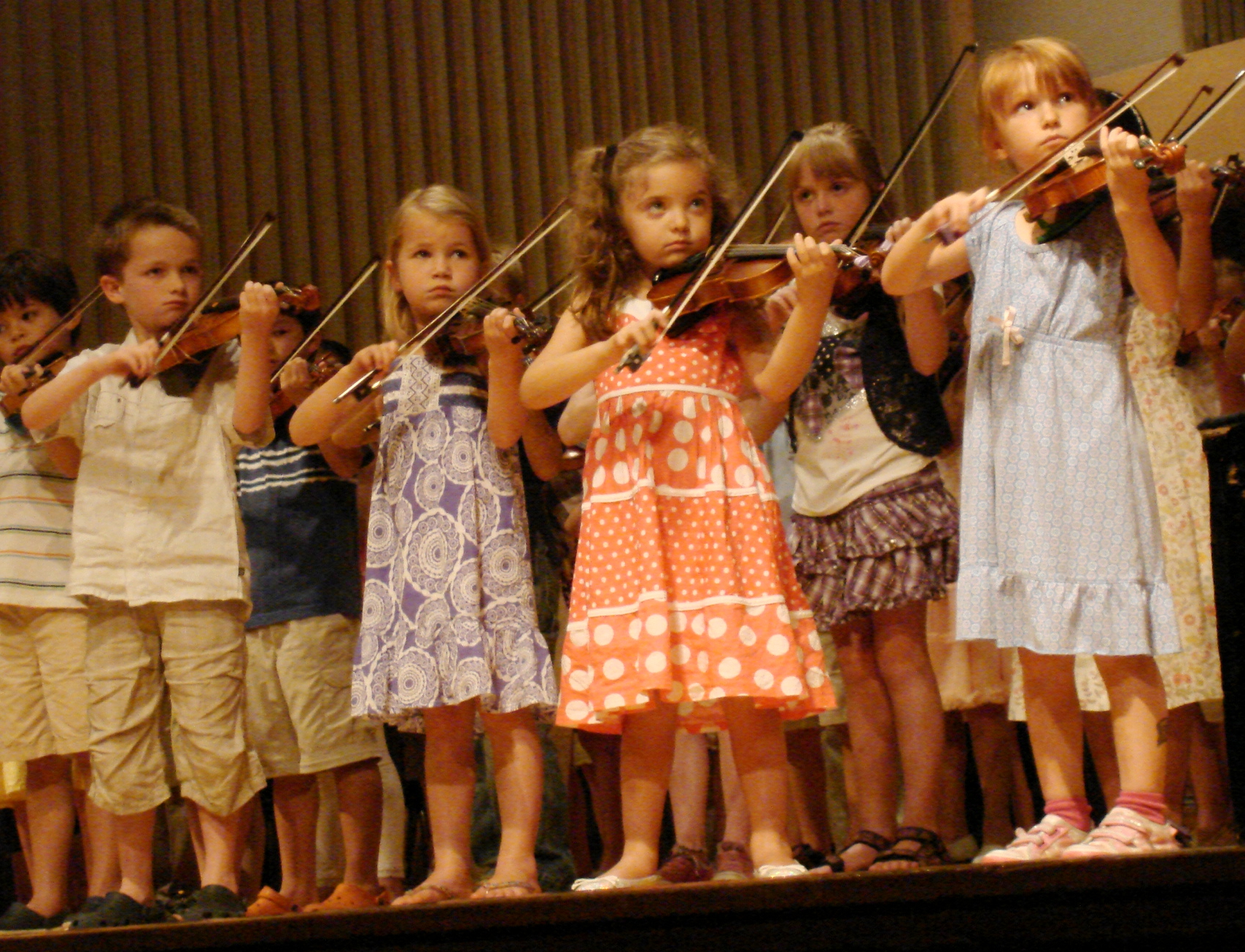
گروهی از کودکان در حال نواختن ویولن در جشنواره‌ای در نیویورک

کودَک یا بچه به انسان خردسال (دختر و پسر) گفته می‌شود. برابر دیگر کودک در زبان فارسی واژهٔ بچه است.
واژهٔ کودک از ریشهٔ واژهٔ پهلوی کوک (kuk)، به معنای کوتاه و با واژه‌های کوتاه و کوچک هم خانواده است. این واژه به بزرگ‌نشدن، سادگی و پاکی نیز اشاره دارد.

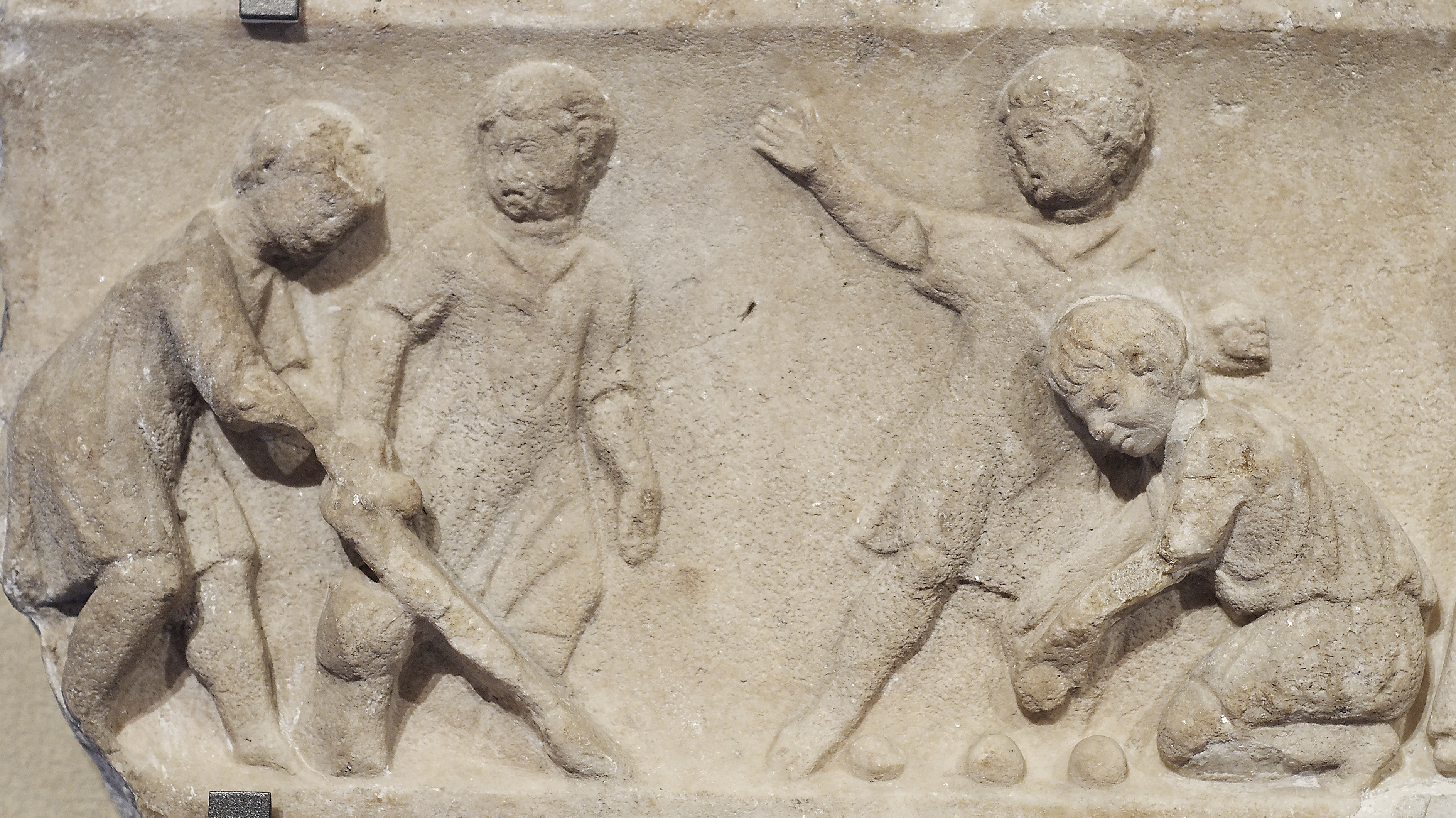
سنگ‌نگاره بازی کودکان قرن دوم میلادی

### در حقوق بین‌الملل
در کنوانسیون حقوق کودک | سازمان ملل متحد، کودک به هر انسانی که زیر هجده سال تمام باشد گفته می‌شود؛ مگر این که مطابق قانون حاکم بر آن شخص، سن کمتری برای رشد او مقرر شده باشد.

### در حقوق ایران
به مانند بیشتر نظام‌های حقوقی، دورهٔ کودکی به دو دوره بخش می‌شود:
- دورهٔ عدم تمیز
- دورهٔ تمیز

در حقوق ایران، تعریف قانونی و مشخصی از دورهٔ تمیز نشده است. به کودکی که در دورهٔ تمیز باشد، کودک مُمَیِّز گفته می‌شود و آن عبارت از کودکی است که گرچه سن و سال کمی دارد، ولی شعورش به امور روزمره می‌کشد و سرش در خرید و فروش‌های عادی کلاه نمی‌رود و هنجارهای روزمرهٔ مردم را تا حد متعارف می‌داند. کودک غیر ممیز نیز کسی است که پا به دورهٔ تمیز نگذاشته باشد. پس دورهٔ عدم تمیز، به دورهٔ زندگانی کودک، پیش از دورهٔ تمیز، گفته می‌شود.
در برخی از کشورها برای دورهٔ تمیز، سنی معین شده و اگر کودک به آن سن رسیده باشد، ممیز محسوب می‌گردد. برای نمونه قانون مدنی آلمان، سن هفت سال تمام را پایان دورهٔ عدم تمیز کودک می‌داند و از آن به بعد، کودک، ممیز محسوب می‌شود. در این قانون، یکی از گروه کسانی که اهلیت استیفا به دست خودشان را ندارند، کودکانی نام برده شده‌اند که هنوز هفت سالشان تمام نشده است.

## هوش هیجانی
هوش هیجانی عبارتند از شناخت و درک کنترل افکار و احساسات و ارتباط دادن مناسب آن‌ها به دیگران طوری‌که با دیگران همدلی نموده و این توانایی را به افراد بدهد که با دیگران تعامل کنند.
برنامه هوش هیجانی بایست از خردسالی در طول سال‌های مدرسه در خانه و در اجتماع آغاز می‌شود. زمانی که این دسته از برنامه‌های آموزشی به کودکان ارائه می‌شود عملکرد تحصیلی آن‌ها رشد می‌کند.
هنگامی که کودکان فاقد قابلیت کنترل آشفتگی‌های خود باشند به خوبی نتوانند تمرکز کنند یابشنوند دربرابر تکانش‌های خود مقاومت نشان ندهند و در برابر فعالیت‌های مربوط به یادگیری احساس مسئولیت نکنند از منابعی که یاری‌گر پیشرفت تحصیلی آنهاست محروم خواهند شد. برنامه‌های مبتنی برهوش هیجانی به کودک کمک می‌کند تا نقش‌هایشان را در زندگی بهتر انجام دهند شنونده فعالی باشند ودرهای همدلی را گشوده.
مهارت‌هایی که کودکان برای هوش هیجانی نیاز دارند:
- آگاهی نسبت به احساسات خویش
- بازشناسی احساسات دیگران
- ابراز مستقیم احساسات با به‌کارگیری دایره لغاتی از کلمات احساسی
- برقراری تعادل میان افکار و شناسایی نحوه تأثیر هریک بر دیگری
- حساس بودن در برابر افکار دیگران
- آگاهی نسبت به این مسائل که همیشه احساسات درست ابراز نمی‌شوند
- بینش نسبت به زاویه دید ونگاه دیگران (چرا او این کار را کرد)
- انعطاف: قدرت دیدن نقطه نظرات متفاوت دیگران
- توانایی ایجاد راه حل‌های بیشتر
- خودآگاهی نسبت به روابط
- خودگویی‌های مثبت و سازنده
- شجاعت برای پذیرش خطر عاشق خود ودیگران بودن
- یک انتخاب برای شادبودن و از زندگی لذت بردن
- هدفمندی برای دست یابی به سرنوشت خویش برای تفکر سازنده[۴]

## اصول هوش هیجانی
توانمندی‌های هوش ثابت هستند اما هوش هیجانی می‌تواند فراگرفته شود یا بهبود یابد. زمانی که کودکان از نظر هوش هیجانی هوشمند شوند، می‌توانند به استعدادهای خود دست یابند. دلیل این امر آن است که کارکرد بالای مغز به وسیلهٔ تنش محدود شده بدین سان کودک قادر نخواهد بود که تمرکز کرده و به تفکر بپردازد. کودکانی که یادمی‌گیرند به‌طور مثبت فکر کنند می‌توانند بر هیجانات سخت خود چیره شوند. یادگیری و حافظه تحت تأثیر هیجان‌های شدید قرار می‌گیرند و هیجان می‌تواند تأمین‌کنندهٔ سوخت برای یادگیری قلمداد شود. کنترل کردن و ابراز کردن مناسب احساسات به کاهش مشکلات رفتاری منتهی می‌شود و نهایتاً به پذیرش بیشتر دیگران. کودکانی که هیجان منفی خودشان را به شکل کنترل‌ناپذیر مانند به هم کوبیدن در و ناسزا ابراز می‌کنند واکنش منفی دیگران را علیه خود برمی‌انگیزد. این بازخوردهای منفی دیگران باعث می‌شود از ارزشمندی کودکان کاسته شود، کودکان می‌خواهند که احساس مهم بودن کنند حمایت شوند و مورد احترام باشند. صدایشان شنیده شود با مشکلات بجنگند و دوست داشته شوند. هنگامی که آنان این احساسات را در خانه و مدرسه تجربه نکنند ممکن است به سمت گروه مخرب رفته تا نیازهای خود را تأمین کنند. مشکلات رفتاری ممکن است نتیجه هوش هیجانی پایین باشد. خشونت نیز ممکن است زاییده احساساتی چون ضعف ناکامی در حاشیه بودن باشد.

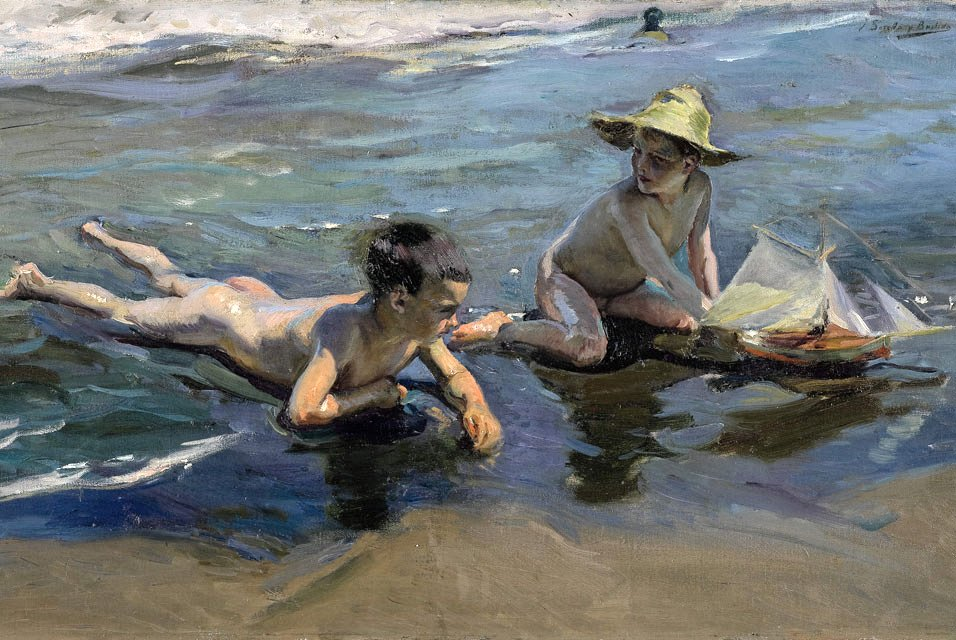
بچه‌ها در حال بازی ۱۹۱۰ م. موزه دل پرادو

## راهبردهای هدایت هیجانی

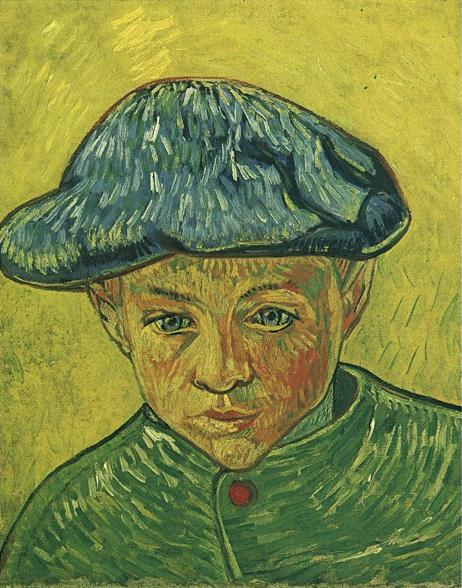
نقاشی‌های کودکان اثر وینسنت ون‌گوگ

از انتقاد یا عبارت تحقیرآمیز علیه کودک بپرهیزید. از تشویق و تحسین استفاده شود؛ می‌توان برخی از دستورها را نادیده گرفت. تمامی احساسات قابل پذیرش است، نه تمامی رفتارها با دادن انتخاب و احترام به آرزوها کودک را توانمند سازید. خود را بخشی از رویاهای کودک نمایید با او صادق و صبور باشید. به آنان آگاهی دهید که رفتارشان تحت تأثیر احساساتشان است. از کلمهٔ احساس بسیار استفاده کنید. به (نظرم تو احساس خشم می‌کنی) از فرزندان‌تان بخواهید در مورد احساساتش در طی روز باشما صحبت کند.

#### جنگ در خانواده
پدر و مادر باید احساسات منفی خود را شناسایی کنند. کودکان می‌توانند راهی را که والدینشان با تعارضات مقابله می‌نمایند، یاد بگیرند. هرگز نباید کودکان به عنوان اسلحه در تعارضات استفاده کرد. یک درگیری خانوادگی اغلب بدتر از تعارض در خانواده است. این حالت منتهی به فاصله گرفتن اعضای خانواده از همدیگر شود. حتی انواع واکنش‌های جسمانی چون سردرد و … بروز می‌کند.

## فرزند

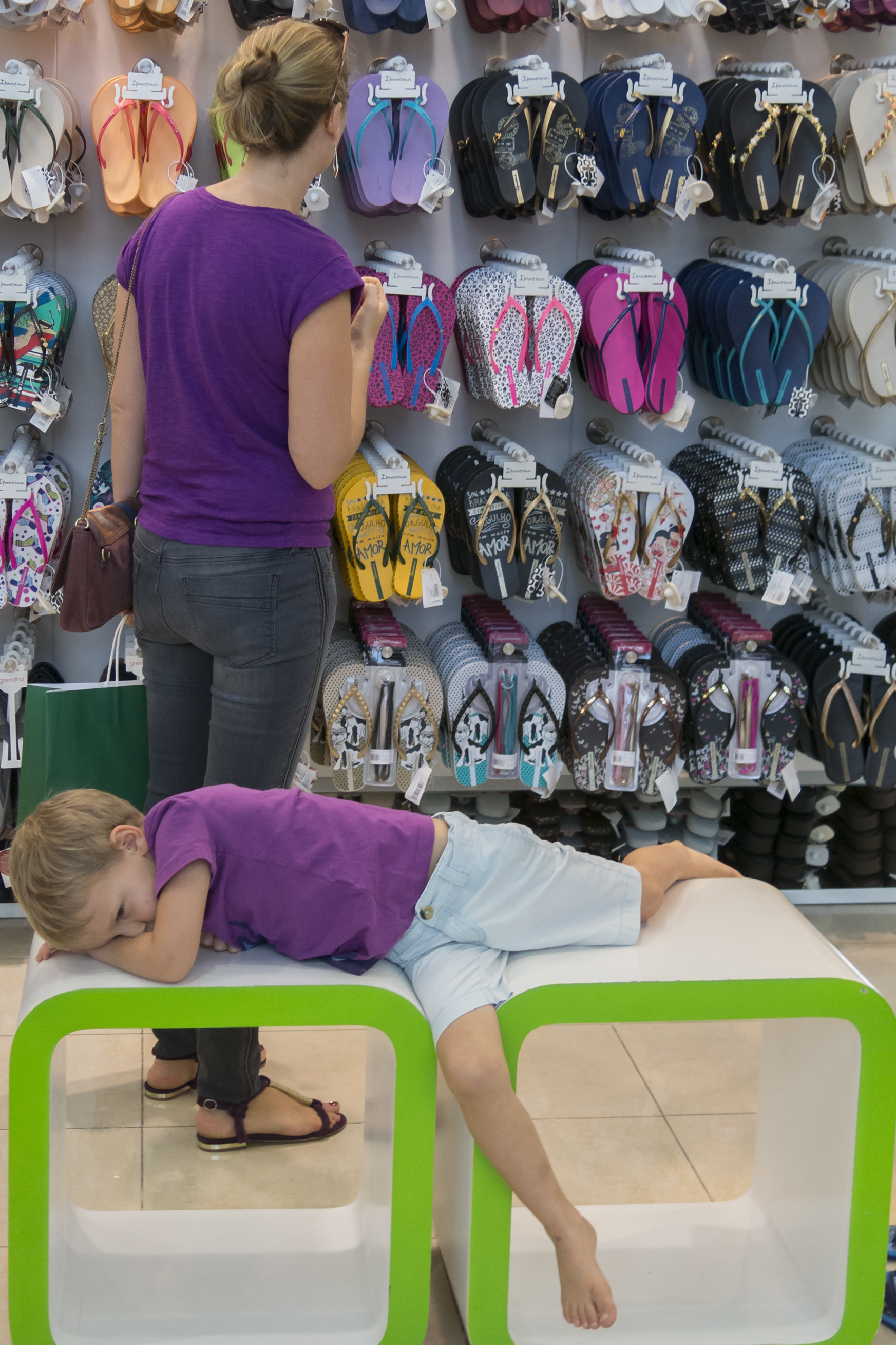
مادری به همراه فرزندش در حال خرید

فرزند، عبارتی‌ست برای منسوب نمودن بچه به پدر و مادر.

## مراحل تحول شناخت کودک
از دیدگاه پیاژه:

### دورهٔ حسی‌حرکتی (تولد تا ۲ سالگی)
در این مرحله تماس کودک با دنیای خارج به صورت عملی است و تنها بازتاب‌های فطری را ابراز می‌کند. در این دوره فعالیت‌های کودک به اعمال حسی و حرکتی محدود می‌شوند و رفتار کلامی از آن‌ها دیده نمی‌شود. کودک در روزهای نخست بازتاب‌های مکیدن، چنگ زدن و لمس کردن را به منظور رویارویی با دنیای بلاواسطه خود از طریق جذب و انطباق، سازمان می‌دهد.
در این دوره میان حس کردن جهان و عمل کردن روی جهان واسطه‌ای وجود ندارد. به نقل از وبگاه کودک شید به تعبیر فلاول (flavell) شناخت کودک در این دوره ناهشیار و غیرنمادی است که می‌توان آن را هوش عملی نام نهاد و می‌توان آن را به برخی رفتارهای غیرنمادی و خالی از تفکر بزرگسالان مانند مسواک زدن، رانندگی کردن تشبیه کرد.

### مرحلهٔ پیش عملیاتی (۲–۷ سالگی)
در این مرحله تفکر کودک بیشترین تفاوت را با تفکر بزرگسال دارد. در این زمان کودک به‌طور کامل خودمیان بین است و همهٔ اشیا را از دیدگاه خود می‌بیند. علت نامگذاری این دوره به پیش عملیاتی آن است که کودکان در این مرحله هنوز قادر به تفکر عملیاتی با منطقی نیستند (عملیات به معنی عمل ذهنی).
در این مرحله قادر به عملیات (اعمال ذهنی که از قواعد منطقی پیروی می‌کند) نیستند و تفکر آن‌ها انعطاف‌ناپذیر و تک‌جنبه‌ای است و تحت تأثیر چیزی که در لحظه نمایان می‌شود.

### مرحلهٔ عملیات عینی (۷–۱۱ سالگی)
کودک قادر می‌شود عملیات ذهنی انجام دهد. کودک در این مرحله یادمی‌گیرد که کمیت‌ها علی‌رغم تغییر در ظاهر فیزیکی ثابت هستند و اشیا را می‌تواند برحسب ابعاد وزن و … ردیف کند. مشخصهٔ اول تفکر عملیاتی بازگشت‌پذیری است؛ او می‌تواند اشیا را برحسب صفات آن‌ها طبقه‌بندی کند و همچنین قادر به تثبیت نگهداری ذهنی است.

### دورهٔ عملیات صوری «قیاسی» (۱۲–۱۵ سالگی)
دورهٔ استقرار هوش انتزاعی است. تفکر بیشتر منطقی و نظامدار است. این حد آخرین حد تکمیل ساخت‌های ذهنی است و از این پس هیچ نوع ساخت ذهنی نو در فرد بنا نمی‌شود.